# Darnac
Darnac (Darnac en occitan) est une ancienne commune française située dans le département de la Haute-Vienne en région Nouvelle-Aquitaine. Les habitants sont les Darnachauds et les Darnachaudes. Depuis le 1er janvier 2019, elle a fusionné avec les communes de Bussière-Poitevine, Saint-Barbant et Thiat pour former la commune nouvelle de Val-d'Oire-et-Gartempe,.

## Géographie

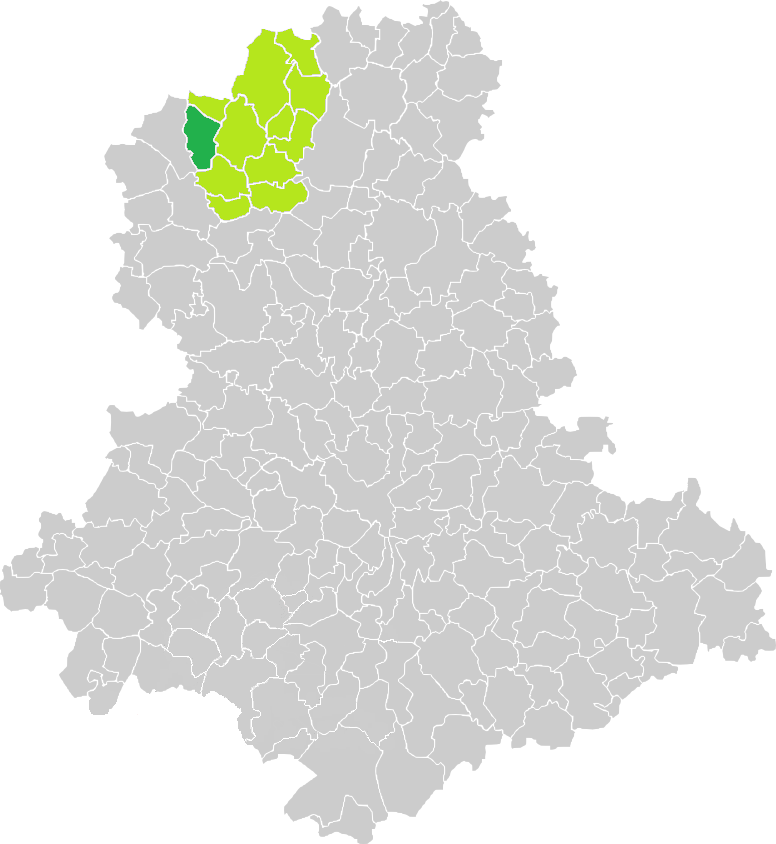
Situation de la commune de Darnac en Haute-Vienne.

Les limites de la commune sont définies par la vallée encaissée de la Gartempe à l'ouest sur environ 10 km, au nord par la Brame sur environ 6 km, au sud par le ruisseau de Dardenne et à l'est par le parcellaire.
Le territoire de la commune comprend 262 hectares de bois. La commune est traversée par la route D 942, axe Poitiers - Guéret. Le territoire communal est arrosé par la rivière Gartempe à l'ouest et son affluent, la Brame, au nord. 
|                                             | Thiat (Val-d'Oire-et-Gartempe) |                      |
| Bussière-Poitevine (Val-d'Oire-et-Gartempe) | Darnac                         | Oradour-Saint-Genest |
|                                             | Saint-Sornin-la-Marche         |                      |

## Toponymie
Le nom de la localité est attesté sous la forme Adernac en 1120,.
Il s'agit d'une formation celtique (gauloise) ou gallo-romaine en -acum (parfois noté -acus par les spécialistes), suffixe d'origine gauloise (-acon) de localisation et de propriété. Il est précédé d'un anthroponyme, selon le cas général. 
Le D- initial résulte de l'agglutination de la préposition de (comme dans Deauville, voir ce nom), c'est-à-dire d'Arnac, la forme régulière attendue étant Arnac.
Arnac < Adernac remonte sans doute au gaulois *Aternacon / *Aternacus, dérivé en -acum (voir supra) dans lequel on identifie le nom de personne gaulois ou gallo-romain Aternus, (*Aternos). Aternus est dérivé du nom gaulois du père, à savoir atir (identifié entre autres sur la tuile de Châteaubleau, ligne 6 : ater ixsi et sur l'inscription gauloise de Plumergat au datif pluriel : atrebo). Ce mot celtique ne survit actuellement que dans l'irlandais athair « père » et appartient au stock indo-européen commun : latin / grec pater, germanique *faþer (anglais father, allemand Vater), avec perte régulière du p- initial en celtique commun.

## Histoire
Scandale à la Toussaint 1814 : un ancien émigré, de Blons, prétend recevoir le pain bénit avant le maire !  Il se fait rabrouer. (Le Moniteur universel, 24 novembre 1814)
Le 1er janvier 2019, elle a fusionné avec les communes de Bussière-Poitevine, Saint-Barbant et Thiat pour former la commune nouvelle de Val-d'Oire-et-Gartempe,.

## Politique et administration
| Période                                  | Période  | Identité       | Étiquette | Qualité |
| ---------------------------------------- | -------- | -------------- | --------- | ------- |
| janvier 2019                             | En cours | Fabrice Nivard |           |         |
| Les données manquantes sont à compléter. |          |                |           |         |

| Période                                  | Période    | Identité                               | Étiquette | Qualité |
| ---------------------------------------- | ---------- | -------------------------------------- | --------- | --- |
|                                          |            | René Prot                              |           | maire en 1870 |
|                                          |            | Pierre Bonnin                          |           | maire en 1871, 1877 |
|                                          |            | Marie Joseph Georges Richard de Latour |           | maire en 1880, 1903 |
| avant 1904                               | après 1915 | Pierre Ladenise                        |           | Membres du Conseil municipal: MM Dunoyer, Denis, Cubaud, Riffaud (Jean), Laroche, Desbrousses, Broussaud, Petit, Beausset, Devillard |
| Les données manquantes sont à compléter. |            |                                        |           | |
| 2001                                     | 2018       | Fabrice Nivard                         |           | |

## Démographie
L'évolution du nombre d'habitants est connue à travers les recensements de la population effectués dans la commune depuis 1793. Pour les communes de moins de 10 000 habitants, une enquête de recensement portant sur toute la population est réalisée tous les cinq ans, les populations de référence des années intermédiaires étant quant à elles estimées par interpolation ou extrapolation. Pour la commune, le premier recensement exhaustif entrant dans le cadre du nouveau dispositif a été réalisé en 2007.

En 2016, la commune comptait 381 habitants, en évolution de +1,33 % par rapport à 2010 (Haute-Vienne : −0,68 %, France hors Mayotte : +2,11 %).
| 1793  | 1800  | 1806  | 1821  | 1831  | 1836  | 1841  | 1846  | 1851  |
| ----- | ----- | ----- | ----- | ----- | ----- | ----- | ----- | ----- |
| 2 047 | 2 050 | 2 029 | 2 171 | 2 157 | 2 214 | 2 285 | 2 229 | 2 246 |

| 1856  | 1861  | 1866  | 1872  | 1876  | 1881  | 1886  | 1891  | 1896  |
| ----- | ----- | ----- | ----- | ----- | ----- | ----- | ----- | ----- |
| 2 173 | 1 395 | 1 476 | 1 417 | 1 462 | 1 472 | 1 475 | 1 396 | 1 482 |

| 1901  | 1906  | 1911  | 1921  | 1926  | 1931  | 1936 | 1946 | 1954 |
| ----- | ----- | ----- | ----- | ----- | ----- | ---- | ---- | ---- |
| 1 412 | 1 400 | 1 438 | 1 227 | 1 234 | 1 014 | 973  | 808  | 809  |

| 1962 | 1968 | 1975 | 1982 | 1990 | 1999 | 2006 | 2007 | 2012 |
| ---- | ---- | ---- | ---- | ---- | ---- | ---- | ---- | ---- |
| 697  | 625  | 539  | 522  | 442  | 403  | 389  | 387  | 389  |

| 2016 | - | - | - | - | - | - | - | - |
| ---- | - | - | - | - | - | - | - | - |
| 381  | - | - | - | - | - | - | - | - |

## Culture locale et patrimoine

### Lieux et monuments
- Vestiges préhistoriques et antiques
- Ancien donjon et vestiges du château médiéval de la Côte au Chapt[12].
- Église Saint-Jean-Baptiste romane (XIIe siècle), avec des sculptures pré-romanes en réemploi, des peintures romanes sur le portail ouest, et un clocher à charpente (XVIIe siècle), pierre tombale.

### Personnalités liées à la commune
- Guyot Laurens : seigneur (en partie) de Darnac en 1442.
- Étienne du Cléré : seigneur de Darnac au début du XVIe siècle.
- Alexis Gallet : seigneur de Darnac à la fin du XIIe siècle.

## Pour approfondir